# Nancy Allen (hárfás)
Nancy Allen (New York, 1954 –) prominens amerikai hárfás.
Hárfatanulmányait Pearl Chertoknál kezdte, emellett zongorázott és oboázott is.
1972 nyarán Lily Laskinetól tanult Párizsban, majd ez évben kezdte meg tanulmányait a The Julliard School-ban Marcel Grandjanynál. 1973-ban első díjat nyert az 5. Nemzetközi Hárfaversenyen Izraelben, ami az egyik legrangosabb hárfaverseny a világon. 1975-ben debütált New Yorkban. 1999 óta a New York-i Filharmonikusok első számú hárfása. 1985-ben nevezték ki a The Julliard School of Music hárfaprofesszorává, ahol azóta is tanít.